# Municipio de New Lisbon
El municipio de New Lisbon (en inglés: New Lisbon Township) es un municipio ubicado en el condado de Stoddard en el estado estadounidense de Misuri. En el año 2010 tenía una población de 966 habitantes y una densidad poblacional de 5,48 personas por km².

## Geografía
El municipio de New Lisbon se encuentra ubicado en las coordenadas 36°58′19″N 90°1′44″O / 36.97194, -90.02889. Según la Oficina del Censo de los Estados Unidos, el municipio tiene una superficie total de 176.24 km², de la cual 174,79 km² corresponden a tierra firme y (0,83 %) 1,46 km² es agua.

## Demografía
Según el censo de 2010, había 966 personas residiendo en el municipio de New Lisbon. La densidad de población era de 5,48 hab./km². De los 966 habitantes, el municipio de New Lisbon estaba compuesto por el 98,96 % blancos, el 0,1 % eran asiáticos, el 0,21 % eran de otras razas y el 0,72 % eran de una mezcla de razas. Del total de la población el 0,21 % eran hispanos o latinos de cualquier raza.